# Bergia spathulata
Bergia spathulata là một loài thực vật có hoa trong họ Elatinaceae. Loài này được Schinz mô tả khoa học đầu tiên năm 1898.